# Haideoporus
Haideoporus là một chi bọ cánh cứng trong họ Dytiscidae.
Chi này được Young & Longley miêu tả khoa học năm 1976.

## Các loài
Chi này gồm các loài:
- Haideoporus texanus Young & Longley, 1976